# 国榷
《國榷》为记载明朝历史的编年体史书。明末诸生海宁谈迁撰。全書正文104卷，卷首4卷。約428萬餘字，自署“江左遗民”。由於《國榷》當時未曾刊行，未經四庫館臣刪改，史料價值很高。

## 成書經過
天启元年（1621年），谈迁時年二十九，居家为母守孝期间，讀陈建之《皇明资治通纪》，發現错误百出。鑑於经史官员垄断了明历代实录，很多地方忌讳失实，而各家编年史书又多肤浅伪陋。故谈迁以《明实录》爲聿，遍考群籍，广徵博采，力求徵信。天启元年（1621年）開始编著《國榷》，“汰十五朝之实录，正其是非；访崇祯十七年之邸报，补其阙文”，初稿六年后完成，據稱此書“六易其稿，匯至百卷。”顺治四年（1647年）全稿被窃，遷喟然曰：“吾手尚在，寧遂已乎？”於是又发愤重写。順治十年，應弘文院編修朱之錫邀請，攜稿赴北京，訪問前朝遺老、皇室、宦官、降臣等，閱讀公家檔案，重新校訂《國榷》，“事辞道法，句权而字衡之，大抵宁洁毋靡，宁塞毋猥，宁裁毋赘。”談遷在山西平陽時，每日校勘原稿12頁。以三十餘年编成《国榷》一书，署名“江左遺民”。

## 內容架構
此书记叙从元文宗元年（1328年）明太祖朱元璋诞生，直到顺治二年清兵陷南京的317年间的历史。《明实录》取消了建文纪年，《国榷》则将建文纪年恢复。《國榷》與中國歷代正史一樣也有“談遷曰”，叙事中间有议论，或引他人曰，或作“谈迁曰”，或先引他人之说后再作“谈迁曰”。《國榷》詳於考訂，多更正史料失實處，如明成祖说自己是马皇后所生，谈迁根据《太常寺志》证明成祖是碽妃亲生。《国榷》永乐十九年十二月底书：“始立东厂，专以内臣刺事。”注云：“事不见正史”，而谈迁据《会典》补之。又，崇禎十五年（1642年）十一月丁丑清兵入關的記載：“時報建虜（清兵）六萬攻寧遠，進界嶺口；六萬攻山海關，進青山口；又五萬進薊州。”談遷認為人數“皆虛報也，實二萬騎入墻子嶺”。又如弘治四年六月癸亥，“前太子少保兵部尚书张鹏卒。涞水人，景泰辛未进士”。该条史料更正《明孝宗实录》卷52記載张鹏為“直隶莱水县人”的錯誤。
《國榷》据称原稿百卷，详今略远，万历以后的历史占了全书篇幅的三分之一，天启、崇祯两朝历史则占全书篇幅的六分之一。崇禎朝沒有實錄，談遷根據邸報、方志、遺民的口述。由於書中對清廷頗多貶責，關於建州的記載較多，當時無法流傳，谈迁死后仅有抄本传世，后经近人張宗祥据蒋氏衍芬草堂抄本和四明卢氏抱经楼藏抄本，以及崇祯一朝十卷本互相校补，加以标点，分为104卷，又卷首别作4卷，共108卷。1958年由中華書局出版。

## 評價
- 黄宗羲称赞《国榷》“按实编年，不衒文采。”[1]
- 邵廷采说：“明季稗史虽多，而心思漏脱，体裁未备，不过偶记闻见，罕有全书。惟谈迁编年，张岱列传，两家具有本末，谷应泰并采之，以成《纪事》。”[4]
- 朱彝尊说：“考证累朝实录宝训，博稽诸家撰述，于万历后尤详，号为《国榷》。”[5]
- 吳晗評價《國榷》：“由於當時並未刊行，因而也沒有經過四庫館臣的亂改。……對研究建州和明朝後期歷史是有積極貢獻的。”[6]

## 缺失
《國榷》於同一事前后叙述不一，甚而张冠李戴、画蛇添足，且记灾异祥瑞过繁等，是其明显缺点。例如永樂七年十二月：“始立東廠刺事，內官主之。”但是永樂十八年十二月又言：“始立東廠，專內臣刺事。”明顯出現矛盾。應以永樂十八年為是。